# Maximilian Friedrich Gustav Adolf Salvemini
Maximilian Friedrich Gustav Adolf Salvemini, detto Friedrich di Castiglione (Utrecht, 1747 – 1814), è stato un teorico della musica olandese.

## Biografia
Era figlio di Giovanni Francesco Salvemini di Castiglione. Come il padre, membro dell'Accademia di Berlino, pubblicò Recherches sur le Beau et sur son application à la musique dans la mélodie, l'harmonie et le rythme, e ancora collaborò all'Encyclopédie di Diderot e D'Alembert scrivendo articoli relativi agli strumenti musicali e occupandosi di teoria della musica e storia della musica.